# Ruta 25 (Bolivien)
Die Ruta 25 ist eine Nationalstraße im südamerikanischen Andenstaat Bolivien.

## Streckenführung
Die Straße hat eine Länge von 481 Kilometern und verläuft in der Yungas-Region zwischen den beiden Gebirgszügen der Cordillera Real und Cordillera Oriental.
Die Ruta 25 verläuft von Nordwesten nach Südosten im östlichen Teil des Departamento La Paz und im westlichen Teil des Departamento Cochabamba. Die Straße beginnt als Abzweig der Ruta 3 an der Kontrollstation Unduavi nordöstlich von La Paz. Sie führt dann in südöstlicher Richtung über die Ortschaften Chulumani, Inquisivi und Morochata und mündet in der Hochebene von Cochabamba bei Vinto in die Ruta 4.
Die Ruta 25 ist nicht asphaltiert, sie besteht auf ihrer gesamten Länge aus Schotter- und Erdpiste.

## Geschichte
Die Straße ist mit Ley 2817 vom 27. August 2004 zum Bestandteil des bolivianischen Nationalstraßennetzes Red Vial Fundamental erklärt worden.

## Streckenabschnitte

### Departamento La Paz
- km 000: Unduavi
- km 044: Puente Villa
- km 046: Villa Aspiazu
- km 064: Huancané
- km 069: Chulumani
- km 082: Ocobaya
- km 097: Irupana
- km 115: La Plazuela
- km 129: Miguillas
- km 132: Lujmani
- km 138: Villa Khora
- km 143: Villa Barrientos
- km 145: Cañamina
- km 152: Circuata
- km 195: Licoma
- km 201: Charapaxi
- km 210: Inquisivi

### Departamento Cochabamba
- km 276: Villa Pucara
- km 313: Independencia
- km 422: Morochata
- km 481: Vinto